# 成田春男
成田 春男（なりた はるお、1948年6月29日 - ）はホッカイドウ競馬に所属していた元調教師。
武豊原案による漫画作品『ダービージョッキー』に登場した道営競馬の調教師（大月雷太郎）のモデルである。ホリプロコムに所属するお笑い芸人成田優介（元・JJポリマー、現・インコさん）は息子。

## 来歴
調教師免許取得前は騎手だった。
1980年、調教師となり、4月27日に管理馬が初出走し、4月28日に管理馬が初勝利を挙げる。
1993年、6月13日に札幌競馬場で行われた札幌日経オープンにモアザンモアが出走し、これが中央競馬初出走となったが、最下位の12着だった。
2001年、12月25日にプリンシパルリバーが全日本2歳優駿を制し、ダートグレード競走初勝利を挙げた。
2003年、7月13日に函館競馬場で行われた3歳上500万下のレースをナチュラルナインが制し、中央初出走から約10年で中央初勝利を挙げた。
2011年1月31日付けで調教師を勇退した。

## 主な騎乗馬
- ダイゴオオマサ（1972年農林大臣賞典）

## 主な管理馬
- トヨクラダイオー（1980年栄冠賞、1981年北斗盃、王冠賞、北海優駿）
- フシミイチジヨウ（1984年北海道3歳優駿）
- ドクターリバテイ（1985年日本中央競馬会理事長賞）
- ホクトアンカー（1985年農林水産大臣賞典）
- ドクタースパート（1988年北海道3歳優駿）
- フシミラツキー（1988年北海優駿）
- スガノスキー（1991年北海道3歳優駿、1992年北斗盃、王冠賞、道営記念）
- モアザンモア（1992年赤レンガ記念）
- スガノラージャ（1993年北斗盃）
- トヤママズル（2001年フローラルカップ）
- プリンシパルリバー（2001年全日本2歳優駿）
- ドリームチャッター（2005年華月賞、ひまわり賞、ビューチフル・ドリーマーカップ）
- ディラクエ（2007年NARグランプリサラブレッド2歳最優秀馬、2007年北海道2歳優駿）